# Ponte Caldelas
Ponte Caldelas – gmina w Hiszpanii, w prowincji Pontevedra, w Galicji, o powierzchni 87 km². W 2011 roku gmina liczyła 5739 mieszkańców.